# Cissus oblonga
Cissus oblonga – gatunek rośliny z rodziny winoroślowatych (Vitaceae). Jest endemicznym gatunkiem suchych lasów równikowych i monsunowych australijskiego stanu Queensland. Rośnie na terenach nizin i niewysokich gór, występuje maksymalnie na wysokości 900 m n.p.m.

## Morfologia
PokrójRoślina o budowie winorośli, o nieco drzewiastym pokroju. Podczas wzrostu tylko częściowo korzysta z naturalnych podpór: skał bądź drzew.
ŁodygaPędy wzniesione, silne, drewniejące. Wytwarzają proste, stosunkowo krótkie wąsy czepne, które pojawiają się naprzeciw liści. Wytwarza dość gruby pień, odnotowano pędy do 20 cm średnicy.
LiścieParzyste przylistki są owłosione i utrzymują się krótko. Liście pojedyncze, ząbkowane lekko głównie przy czubku liścia. Blaszki liściowe owalne i podłużne (stąd nazwa gatunkowa: ang. oblonga znaczy podłużny) osadzone są na ogonkach długości 1,2–3 cm. Blaszki liściowe mierzą 3 do 11 cm długości i 1,5 do 6 cm szerokości.
KwiatyKwiatostan w kształcie niewielkiej baldachy długości zaledwie 2 do 4 cm. Kwiaty drobne, wyrastają na 2–3 mm szypułkach. Kielich w kształcie niewielkiej czaszy. Działki kielicha małe i zaokrąglone. Płatki haczykowato wygięte, o rozmiarach 1x2 mm. Słupek długości 0,6 mm, pręciki 1 mm.
OwoceKuliste, czarne jagody o średnicy 10–13 mm. Zawierają 1 do 4 nasion o zróżnicowanym kształcie i długości 7–9 mm.